# 莱博尔德欧蒙
莱博尔德欧蒙（法語：Les Bordes-Aumont，法語發音：[le bɔʁd omɔ̃]）是法国奥布省的一个市镇，位于该省中南部，属于特鲁瓦区和特鲁瓦香槟都会城市圈公共社区，其市镇面积为5.49平方公里，2022年1月1日时人口数量为539人。
莱博尔德欧蒙是特鲁瓦香槟都会城市圈公共社区的组成部分，位于特鲁瓦市区以南11公里。

## 行政
莱博尔德欧蒙的邮政编码为10800，INSEE市镇编码为10049。

## 地理
莱博尔德欧蒙（48°11'8"N, 4°7'19"E）位于法国中北部偏东，大东部大区西南部和奥布省中南部。
与莱博尔德欧蒙接壤的市镇包括：科尔莫、伊勒欧蒙、圣蒂博、拉旺迪米尼奥、维勒默勒伊、维利勒布瓦。
莱博尔德欧蒙属于塞纳河流域，西侧有一条叫“瑟罗讷溪”（La Seronne）的小河沟，境内地势平坦。
按照柯本气候分类法，莱博尔德欧蒙属于温带海洋性气候，全年温差较小，降水分布均匀。

## 历史
莱博尔德欧蒙历史上长期为普通村落，在18世纪的卡西尼地图上已被标注。

## 交通
奥布省省道D85线和D444线在莱博尔德欧蒙境内交汇。

## 政治
现任莱博尔德欧蒙市长为让-马里·巴克曼先生（Jean-Marie Bachmann），他是一名左翼无党派人士。

## 人口
| 年份   | 1936 | 1946 | 1954 | 1962 | 1968 | 1975 | 1982 | 1990 | 1999 | 2005 | 2010 | 2015 | 2017 |
| ------ | ---- | ---- | ---- | ---- | ---- | ---- | ---- | ---- | ---- | ---- | ---- | ---- | ---- |
| 人口數 | 195  | 197  | 188  | 180  | 158  | 164  | 221  | 288  | 294  | 305  | 540  | 544  | 543  |